# Едгар Дуглас Едріан
Е́дгар Ду́глас Е́дріан (англ. Edgar Douglas Adrian; перший барон Едріан (30 листопада 1889, Лондон, Велика Британія — 4 серпня 1977) — британський електрофізіолог, дослідник нервової системи, лауреат Нобелівської премії з фізіології або медицини в 1932 році (спільно з  Чарлзом Шеррінгтоном) "за відкриття, що стосуються функцій  нейронів  ".
Член (1923) і президент (1950 — 1955) Лондонського королівського товариства.
Основні праці присвячені електрофізіології органів чуття і  нервових клітин. Відомий як блискучий експериментатор, що поклав початок застосуванню електроніки у фізіологічних дослідженнях. Вперше провів експерименти на одиночних нервових волокнах і нервових закінченнях. З 1934 року займався електрофізіологічним дослідженням мозку і вивченням порушення його функцій. Зареєстрував електричну активність окремих нервових клітин.